# Langues au Tyrol du Sud
La province du Tyrol du Sud est une région officiellement multilingue. L'italien et l'allemand sont les langues officielles de toute la province, auxquels s'ajoute le ladin dans quelques communes. C'est pourquoi la signalisation est presque entièrement bilingue ou parfois trilingue. Le gouvernement provincial voudrait privilégier la version allemande.
Chaque citoyen a le droit de s'exprimer dans sa langue maternelle avec l'administration publique, même devant un juge. Les écoles sont séparées pour chaque groupe linguistique.
Pour garantir une distribution équilibrée des emplois dans l'administration publique, il y a un système appelé proportionnalité ethnique (ita. proporzionale etnica, all. ethnischer Proporz). En occasion du recensement décennal de la population, chaque citoyen doit déclarer son appartenance à un groupe linguistique : italien, allemand ou ladin.
Les Germanophones sont bilingues Allemand/Italien à plus de 95 % en 2018. De nos jours,on ne retrouve des Germanophones qui ne parlent que l'Allemand que dans un petit groupe minoritaire de moins de 5 %, surtout présents chez les personnes âgées de plus de 65 ans. La situation est identique pour les locuteurs du Ladin. 
| Groupe linguistique | 1991    | 2001    | 2011    | 2024    |
| ------------------- | ------- | ------- | ------- | ------- |
| Allemand            | 67,99 % | 69,15 % | 69,41 % | 68,61 % |
| Italien             | 27,65 % | 26,47 % | 26,06 % | 26,98 % |
| Ladin               | 4,36 %  | 4,37 %  | 4,53 %  | 4,41 %  |

La plupart des Italiens habitent dans les villes les plus grandes. Le chef-lieu Bolzano et quatre autres communes (Laives, Bronzolo, Salorno et Vadena) ont une majorité de langue italienne. Dans 103 des 116 communes les germanophones sont le premier groupe linguistique, atteignant 99,81 % à San Pancrazio/St. Pankraz et 100% à Martell/Martello.
Les ladinophones sont nombreux dans le Val Gardena et dans le Val Badia.

## Diversité ethno-linguistique
Sont listés ci-dessous les pourcentages, obtenus via le recensement de la population du Tyrol du Sud, basé sur la première langue :
| Année | Allemand | Italien | Ladin | Autres | Total | Pays             |
| ----- | -------- | ------- | ----- | ------ | ----- | ---------------- |
| 1880  | 90,6     | 13,4    | 4,3   | 1,7    | 100,0 | Autriche-Hongrie |
| 1890  | 89,0     | 14,5    | 4,3   | 2,3    | 100,0 | Autriche-Hongrie |
| 1900  | 88,8     | 14,0    | 4,0   | 3,2    | 100,0 | Autriche-Hongrie |
| 1910  | 89,0     | 12,9    | 3,8   | 4,3    | 100,0 | Autriche-Hongrie |
| 1921  | 75,9     | 10,6    | 3,9   | 9,6    | 100,0 | Italie           |
| 1961  | 62,2     | 34,3    | 3,4   | 0,1    | 100,0 | Italie           |
| 1971  | 62,9     | 33,3    | 3,7   | 0,1    | 100,0 | Italie           |
| 1981  | 64,9     | 28,7    | 4,1   | 2,2    | 100,0 | Italie           |
| 1991  | 65,3     | 26,5    | 4,2   | 4,0    | 100,0 | Italie           |
| 2001  | 64,0     | 24,5    | 4,0   | 7,4    | 100,0 | Italie           |
| 2011  | 61,5     | 23,1    | 4,0   | 11,4   | 100,0 | Italie           |

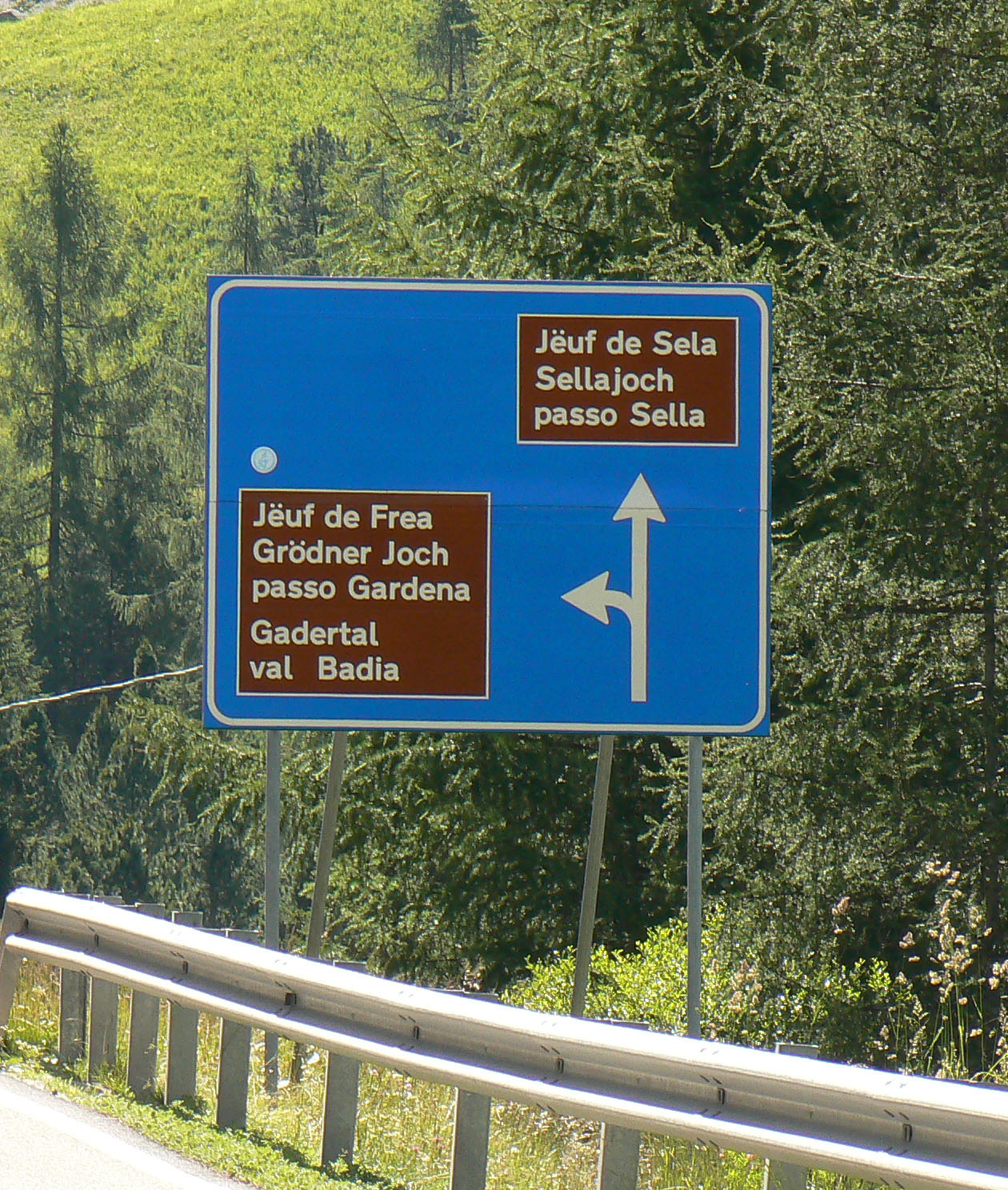
Signalisation trilingue avec indications en italien, en allemand et en ladin.

Des tensions à propos du traitement équitable et la reconnaissance des minorités linguistiques ont apporté une raison historique au séparatisme, bien que leurs protections soient garanties par une loi passée en novembre 1991.